# Michał Skolimowski
Michał Skolimowski, znany również jako John Yorick oraz Michael Lyndon (ur. 1968) – polski reżyser filmowy i scenarzysta filmowy, syn Jerzego Skolimowskiego i Joanny Szczerbic.

## Filmografia
- 2012: Ixjana – reżyseria, scenariusz
- 2010: Essential Killing – reżyseria (II ekipa, Polska)
- 1993: Motyw cienia – reżyseria, scenariusz, obsada aktorska (jako Matthew)
- 1991: Ferdydurke – scenariusz
- 1985: Latarniowiec – obsada aktorska
- 1984: Najlepszą zemstą jest sukces – scenariusz, obsada aktorska